# Stal Ostrów Wielkopolski
El Stal Ostrów Wielkopolski, conocido por motivos de patrocinio como Arged BMSlam Stal Ostrów Wielkopolski es un equipo de baloncesto polaco que compite en la TBL, la primera división del país. Tiene su sede en la ciudad de Ostrów Wielkopolski. Disputa sus partidos en el Hala Sportowa Stal, con capacidad para 1200 espectadores.

## Nombres
- Wega-Stal (1999-2000)
- Malfarb-Budrem (2000-2001)
- Degusta-Malfarb (2001-2002)
- Gibsar-Stal (2002-207)
- Atlas Stal  (2007-2009)
- Stal (2009-2011)
- BM Wegiel Stal (2011-2012)
- BM Slam Stal (2012-2013)
- Intermarché Bricomarché (2013-2015)
- BM Slam Stal (2015- )

## Posiciones en liga
| Temporada | Nivel | Liga    | Pos. | V/D   | PL  | Resultado             | Copa de Polonia | Copa de Polonia | Competiciones europeas | Competiciones europeas |
| --------- | ----- | ------- | ---- | ----- | --- | --------------------- | --------------- | --------------- | ---------------------- | ---------------------- |
| 2009-10   | 1     | PLK     | 11   | 8-18  |     | Descenso              |                 |                 | -                      | -                      |
| 2010-11   | 3     | II Liga | 4    | 22-8  | 1-3 | SemifinalesGrupo B    |                 |                 | -                      | -                      |
| 2011-12   | 3     | II Liga | 2    | 19-7  | 5-4 | Ascensofinalista Gr.B |                 |                 | -                      | -                      |
| 2012-13   | 2     | I Liga  | 9    | 15-15 |     |                       |                 |                 |                        |                        |
| 2013-14   | 2     | I Liga  | 9    | 13-13 |     |                       |                 |                 | -                      | -                      |
| 2014-15   | 2     | I Liga  | 1    | 20-6  | 9-3 | Ascensocampeón        |                 |                 | -                      | -                      |
| 2015-16   | 1     | PLK     | 13   | 12-20 |     |                       |                 |                 | -                      | -                      |
| 2016-17   | 1     | PLK     | 3    | 21-11 | 5-3 | Semifinales           |                 |                 | -                      | -                      |
| 2017-18   | 1     | PLK     | 2    | 23-9  | 8-4 | Finalista             |                 |                 | 4 Copa Europea 1ªQ     | 4 Copa Europea 1ªQ     |
| 2018-19   | 1     | PLK     | 5    | 20-10 | 0-3 |                       | Campeón         | Campeón         |                        |                        |

fonte:eurobasket.com

## Palmarés
- Liga de Polonia
  - Campeón (1): 2021

- Copa de Polonia
  - Campeón (2): 2019, 2022

- Supercopa de Polonia
  - Campeón (1): 2022

- European North Basketball League
  - Campeón (1): 2023

- Copa Europea de la FIBA
  - Subcampeón (1): 2021

- 1Liga
  - Campeón (1): 2015

- PZKosz Cup
  - Subcampeón (1): 2012

- 2LigaB
  - Subcampeón (1): 2012

## Jugadores destacados
| - Abdurahman Kahrimanovic - Nikola Piacun - Peter Micuda - Jameel Heywood - Sandis Amoliņš - Artūrs Brūniņš - Māris Citskovskis - Edmunds Gabrans - Lauris Gruskevics - Dainis Oberšats - Audrius Danusevičius - Gintaras Kadžiulis - Nerijus Karlikanovas - Robertas Tamulis - Rolandas Urkis - Patrick Okafor - Grzegorz Arabas - Łukasz Bonarek - Marcin Dymała - Łukasz Majewski - Grzegorz Małecki - Filip Matczak - Mateusz Ponitka - Łukasz Seweryn | - Marcin Sroka - Maciej Strzelecki - Piotr Szczotka - Krzysztof Szubarga - Carlos Rivera - Oleg Aferov - Dimitriy Cheremnyh - Vladimir Jigili - Nikola Jovanovic - Srdjan Lalic - Luka Pavićević - Zoran Sretenović - Saša Stevanović - Sasa Vukas - Kenny Grant - Yevgen Oleynik - Oleg Polosin - Thomas Adams - Jason Allen - Mike Ansley - Brian Bender - Charles Bennett - Ruben Boykin - Earl Brown | - Paul Butorac - Aaron Cook - Chris Crosby - Alan Daniels - Dan Earl - Nate Erdmann - Greg Harrington - Roderick Hay - Fred Herzog - Jerry Hester - Trevor Huffman - Brandun Hughes - Ted Jeffries - Darnell Lazare - Rashard Lee - Shawn Moore - Greg Morgan - Isaiah Morris - John Oden - George Reese - LeVar Seals - Petey Sessoms - Greg Simpson - Xavier Singletary | - Roderick Smith - Jonathan Steven - Eric Taylor - John III Thomas - Terrence Todd - Marcus Wilson - Ricky Woods - Tim Young - Vladan Jocovic - Andry Sola - Wadim Czeczuro - Tony Akins - Scott Stewart - Christopher Sneed - Reggie Freeman - Jayson Obazuaye - Brandon Spann - Ed Cota - Eric Elliott - Lewis Lofton - Gerald Riley |